# 보천
보천(步闡, ? ~ 272년)은 중국 삼국시대 동오의 군인으로, 자는 중사(仲思)이며 임회군 회음현(淮陰縣) 사람이다. 승상 보즐의 아들이다.

## 생애
부친 보즐(步騭)이 247년에 죽자 부친의 서릉독(西陵督) 자리를 물려받아 소무장군(昭武將軍)에 임명되고 서정후(西亭侯)에 봉해졌다.
265년 겨울에 오나라의 황제 손호(孫皓)에게 도읍을 건업(建業)에서 무창(武昌)으로 옮길 것을 건의하였다. 이것이 받아들여져 오나라의 수도가 무창으로 바뀌었고, 건업에는 우장군(右將軍) 제갈정(諸葛靚)과 어사대부(御史大夫) 정고(丁固)가 건업을 지키게 되었다.
272년 8월에 손호가 보천을 요장독(繞帳督)으로 임명하고 조정으로 불러들였다. 보천은 갑작스레 불려가게 되자 벼슬에서 물러나거나 모함을 당한 것으로 여기고 불안해하였다.
마침내 그해 9월에 죽은 형 보협(步協)의 아들인 보기(步璣)와 보선(步璿)을 낙양으로 보내 인질로 잡히고 서릉(西陵)을 점거한 채로 진나라에 항복하니 진나라에서는 보천을 위장군(衛將軍) 겸 시중(侍中)으로 삼고 의도공(宜都公)으로 책봉하였다.
육항(陸抗)이 부장 좌혁(左奕)과 오언(吾彦)을 보내 보천을 공격하자, 진나라는 거기장군(車騎將軍) 양호(羊祜)와 형주자사 양조(楊肇)를 보내어 보천을 돕게 했다.
육항은 양호가 배를 이용해 군량을 운반하려는 것을 알아차리고 자신이 쌓아 두었던 둑을 터뜨려 물을 빠지게 했다. 때문에 양호는 수레로 군량을 운반하게 되어 처음 계획보다 군량 수송에 많은 힘이 들어가 작전에 차질이 생겼다.
형주 자사 양조가 항복한 자의 말을 듣고 육항의 진영을 야습했으나, 이를 눈치챈 육항이 미리 매복해 두었다가 양조의 군사들을 대패시켰다. 육항은 계속 진군을 쫓아가 양조의 군사들을 완전히 궤멸시켰다. 양호는 전황이 불리해지자 양조와 함께 진나라로 돌아가 버렸다.
진나라의 구원군이 모두 육항에게 격퇴당하자 보천은 완전히 고립되었고 결국 서릉은 육항에 의해 탈환되었고 보천은 죽임을 당했다.

## 《삼국지연의》에서의 보천
삼국지연의에서는 보천 본인은 등장하지 않으며 보천의 반란이 평정된 후인 272년 말에 양호와 육항이 대치할 때, 진나라 장수들이 양호에게 오군을 공격할 것을 건의하자, 양호는 예전에 육항이 보천을 공격했을 때 자신이 구해 내지 못한 일을 말하면서 육항을 가볍게 보지 말라고 하는 부분에서 이름이 나올 뿐이다.

## 친족 관계
- 아버지 : 보즐
  - 형 : 보협
    - 조카 : 보기(步璣)
    - 조카 : 보선(步璿)

  - 본인 : 보천(步闡)
- 친척 : 보연사 - 보즐의 일가친척이자 손권의 후궁으로, 사후 황후로 추존되었다.